# 冠山城
冠山城（かんむりやまじょう）は、岡山県岡山市下足守にあった日本の城。
足守川東岸にある標高40mほどの独立丘陵上に位置し、丘陵全てを城郭に利用していたと考えられる。
現在、最上段に本丸跡があり、城地の名残をよくとどめている。
二の丸・三の丸跡は畑地となっている。
天正10年、羽柴秀吉の高松城攻めの前哨戦で攻められ、4月25日、宇喜多勢の攻撃により、守将林重真が自害して陥落した。